# Hohes Lohr

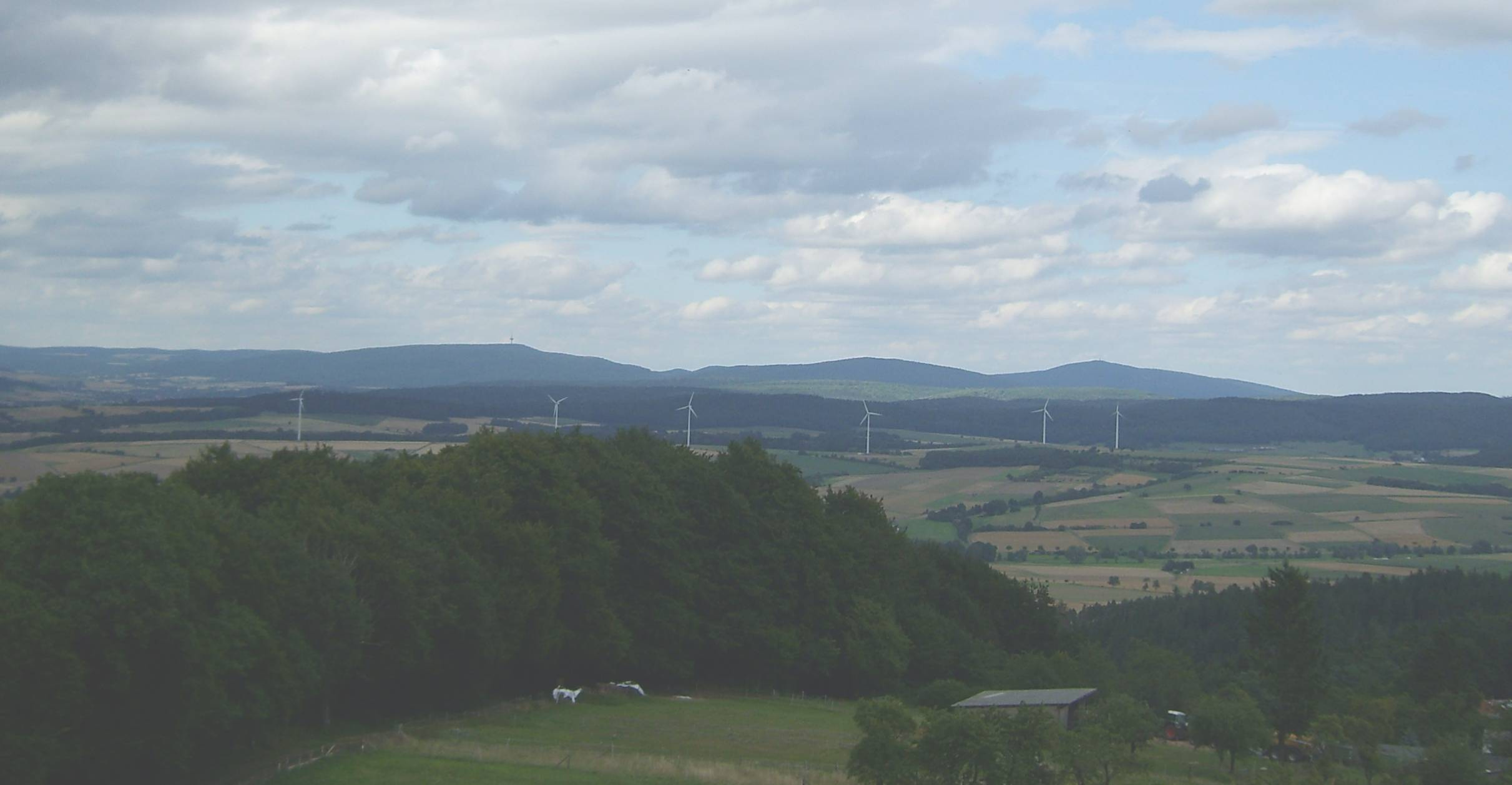
Blick von Südsüdwesten vom Berg Burgholz (bei Rauschenberg) zum Kellerwald mit Hohem Lohr (links), Jeust (Mitte) und Wüstegarten (rechts); vorne die Gilserberger Höhen

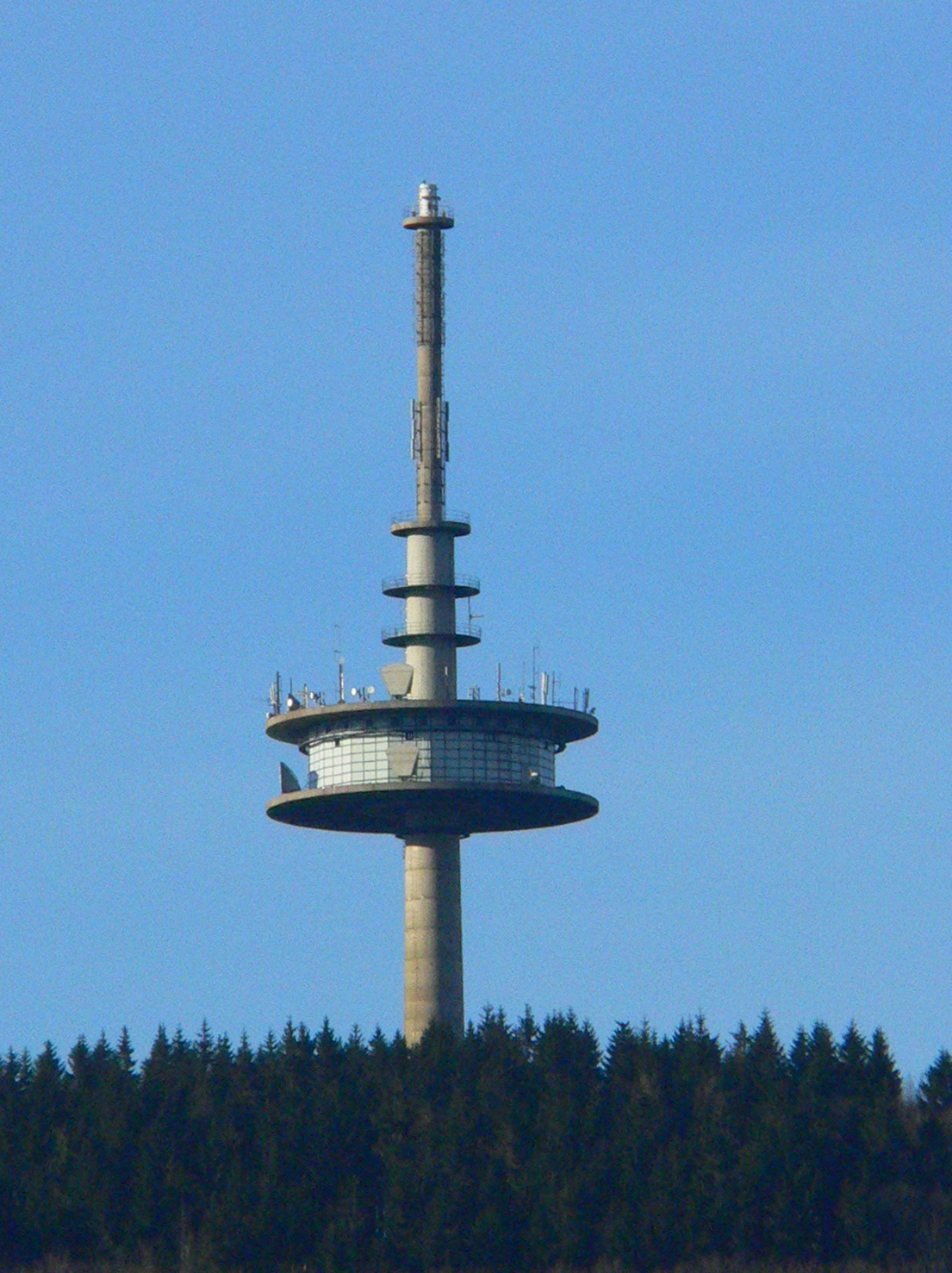
Fernmeldeturm Hohes Lohr

Das Hohe Lohr bei Battenhausen ist mit 656,7 m ü. NHN nach dem östlich benachbarten Wüstegarten der zweithöchste Berg des Kellerwaldes im nordhessischen Landkreis Waldeck-Frankenberg. Auf seinem Gipfel steht der Fernmeldeturm Hohes Lohr.
Bis 2017 wurde am Hohen Lohr das Skigebiet Battenhausen betrieben.

## Geographie

### Lage
Das Hohe Lohr erhebt sich im Südwesten von Kellerwald und Naturpark Kellerwald-Edersee. Es liegt ausschließlich im Gemeindegebiet von Haina, dessen Kernort sich rund 3 km westlich befindet. Die Hainaer Gemeindeteile Battenhausen im Norden, Haddenberg im Osten und Dodenhausen im Südosten und der Gemündener Ortsteil Herbelhausen im Südwesten verteilen sich rund um den bewaldeten Berg.

### Rhein-Weser-Wasserscheide
Über das Hohe Lohr verläuft die äußerst langgestreckte Rhein-Weser-Wasserscheide: Einerseits fließt das Wasser des Appenbachs, der als südwestlicher Zufluss der Urff auf der Bergnordflanke entspringt, und jenes der Norde, die als nordwestlicher Zufluss der Gilsa der Ostflanke entfließt, letztlich durch die Schwalm, Eder und Fulda in die Weser. Andererseits verläuft jenes des Kunzebachs, der als südöstlicher Zufluss der Wohra auf der Nordwestflanke entspringt, und jenes des Giebelingsbachs, der als nordöstlicher Quellbach des Ebersgrabens der Südflanke entfließt, letztlich durch die Wohra, Ohm und Lahn in den Rhein.

### Naturräumliche Zuordnung
Das Hohe Lohr gehört in der naturräumlichen Haupteinheitengruppe Westhessisches Bergland (Nr. 34) in der Haupteinheit Kellerwald (344), obgleich letzterer auch zur Haupteinheitengruppe Süderbergland (33) des Rheinischen Schiefergebirges gezählt wird, zum Naturraum Mittelkellerwald (344.1).

## Wandern
Entlang des Nordhangs vom Hohen Lohr führen in Ost-West-Richtung Abschnitte von Kellerwaldsteig (156 km langer Wanderweg im Naturpark Kellerwald-Edersee) und Studentenpfad (252 km langer Wanderweg, der von Göttingen über Kassel nach Gießen führt). Von Haina nach Dodenhausen verläuft deckungsgleich als Teil des Studentenpfads der Tischbein Wanderweg entlang des Bergs. Stichwege und -pfade führen zum Gipfel.

## Skigebiet Battenhausen
Auf den Hängen des Hohen Lohrs lag bis 2017 das Skigebiet Battenhausen beim gleichnamigen Ort. Dort gab es Skipisten, Loipen und Rodelmöglichkeiten.

## Fernmeldeturm Hohes Lohr
Auf dem Berggipfel steht der 142 m hohe Fernmeldeturm Hohes Lohr der Deutschen Funkturm. Während er seit Einführung von DVB-T in Nordhessen keine analogen Fernsehprogramme mehr ausstrahlt, sendet von hier der private Radiosender Hit Radio FFH im UKW-Bereich. Ab 2025 soll der HR über dab+ aufgeschaltet werden.

### Frequenzen und Programme
Analoges Radio (UKW)
Beim Antennendiagramm sind in folgender Tabelle im Fall gerichteter Strahlung die Hauptstrahlrichtungen in Grad angegeben.
| Frequenz (MHz) | Programm      | RDS PS             | RDS PI                | Regionalisierung  | ERP (kW) | Antennendiagramm rund (ND)/gerichtet (D) | Polarisation horizontal (H)/vertikal (V) |
| -------------- | ------------- | ------------------ | --------------------- | ----------------- | -------- | ---------------------------------------- | ---------------------------------------- |
| 107,7          | Hit Radio FFH | _FFH-KS_, __FFH___ | D468 (regional), D368 | Nordhessen/Kassel | 20       | D (0°-20°, 190°-230°)                    | H                                        |